# Châteauvieux (Loir-et-Cher)
Pour les articles homonymes, voir Châteauvieux.
Châteauvieux est une commune française située dans le département de Loir-et-Cher en région Centre-Val de Loire. La commune est labellisée "Village étoilé" en 2012 par l'Association Nationale pour la Protection du Ciel et de l'Environnement Nocturnes (ANPCEN) et détient à ce titre trois étoiles.
Localisée au sud du département, la commune fait partie de la petite région agricole « les Plateaux bocagers de la Touraine méridionale », regroupant des milieux très hétérogènes, plateau dénudé de Pontlevoy, vallée du Cher bordée de coteaux de vignes et aspects de gatine au-delà.
L'occupation des sols est marquée par l'importance des espaces agricoles et naturels qui occupent la quasi-totalité du territoire communal. Aucun espace naturel présentant un intérêt patrimonial n'est toutefois recensé sur la commune dans l'inventaire national du patrimoine naturel. En 2010, l'orientation technico-économique de l'agriculture sur la commune est la culture des céréales et des oléoprotéagineux. À l'instar du département qui a vu disparaître le quart de ses exploitations en dix ans, le nombre d'exploitations agricoles a fortement diminué, passant de 64 en 1988, à 31 en 2000, puis à 31 en 2010.
Le patrimoine architectural de la commune comprend deux bâtiments portés à l'inventaire des monuments historiques : le balancier hydraulique, inscrit en 2016, et l'église Saint-Hilaire de Châteauvieux, inscrite en 2012.

## Géographie

### Localisation
La commune de Châteauvieux se trouve au sud du département de Loir-et-Cher, dans la petite région agricole des Plateaux bocagers de la Touraine méridionale,. À vol d'oiseau, elle se situe à 39,9 km  de Blois, préfecture du département, à 30,9 km de Romorantin-Lanthenay, sous-préfecture, et à 4,2 km de Saint-Aignan, chef-lieu du canton de Saint-Aignan dont dépend la commune depuis 2015. La commune fait en outre partie du bassin de vie de Saint-Aignan.
Les communes les plus proches sont : 
Seigy (2,7 km), Saint-Aignan (4,2 km), Couffy (4,9 km), Noyers-sur-Cher (5,2 km), Lye (6,9 km) (36), Faverolles-en-Berry (6,9 km) (36), Villentrois (7,3 km) (36), Mareuil-sur-Cher (7,9 km) et Meusnes (8,9 km).
Le territoire de la commune est limitrophe de ceux de sept communes :
| Saint-Aignan                          | Seigy                                   | Couffy      |
| Orbigny (Indre-et-Loire)              | Châteauvieux                            | Lye (Indre) |
| Nouans-les-Fontaines (Indre-et-Loire) | Villentrois-Faverolles-en-Berry (Indre) |             |

### Paysages et relief
Dans le cadre de la Convention européenne du paysage, adoptée le 20 octobre 2000 et entrée en vigueur en France le 1er juillet 2006, un atlas des paysages de Loir-et-Cher a été élaboré en 2010 par le CAUE de Loir-et-Cher, en collaboration avec la DIREN Centre (devenue DREAL en 2011), partenaire financier. Les paysages du département s'organisent ainsi en huit grands ensembles et 25 unités de paysage,. La commune fait partie de l'unité de paysage des « coteaux du Cher », au sein de l'ensemble de « la vallée du Cher ».
Les coteaux du Cher, plus vastes que la simple marge de la vallée, s'étendent sur une épaisseur de 4 à 8 kilomètres en moyenne pour une longueur totale de 25 kilomètres environ. Ils s'organisent en une succession de collines et de vallées qui prennent leurs sources sur la crête dessinée par la confluence de l'Indre et du Cher.
L'altitude du territoire communal varie de 79 mètres à 160 mètres,.

### Hydrographie
La commune est drainée par la Place (km), le Seigy et par divers petits cours d'eau, constituant un réseau hydrographique de 29,76 km de longueur totale.

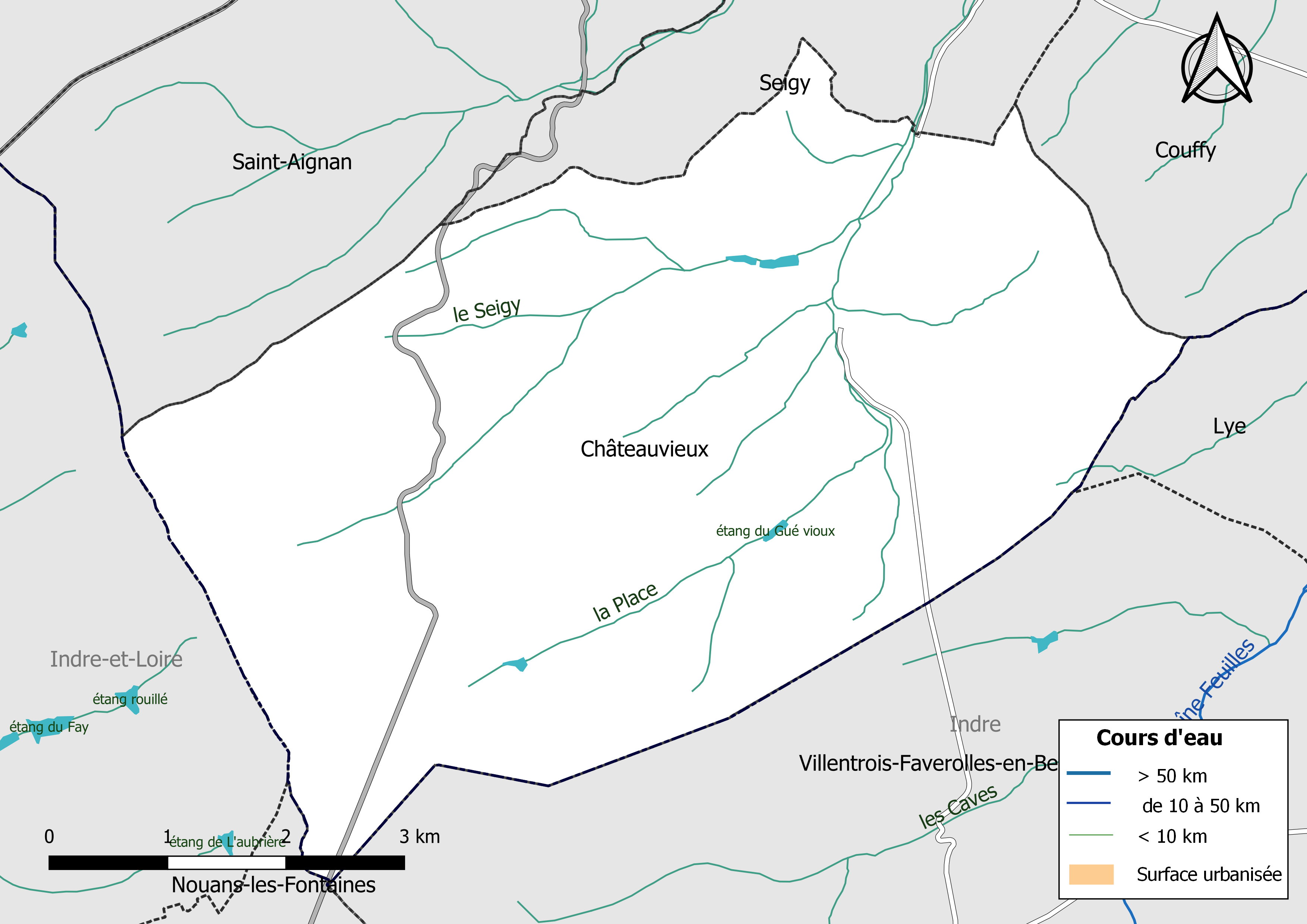
Réseau hydrographique de Châteauvieux.

### Climat
Pour des articles plus généraux, voir Climat du Centre-Val de Loire et Climat de Loir-et-Cher.
En 2010, le climat de la commune est de type climat océanique dégradé des plaines du Centre et du Nord, selon une étude du CNRS s'appuyant sur une série de données couvrant la période 1971-2000. En 2020, Météo-France publie une typologie des climats de la France métropolitaine dans laquelle la commune est exposée à un climat océanique altéré et est dans une zone de transition entre les régions climatiques « Moyenne vallée de la Loire » et « Centre et contreforts nord du Massif Central ».
Pour la période 1971-2000, la température annuelle moyenne est de 11,4 °C, avec une amplitude thermique annuelle de 15 °C. Le cumul annuel moyen de précipitations est de 674 mm, avec 11,2 jours de précipitations en janvier et 6,8 jours en juillet. Pour la période 1991-2020, la température moyenne annuelle observée sur la station météorologique de Météo-France la plus proche, sur la commune de Lye à 7 km à vol d'oiseau, est de 12,1 °C et le cumul annuel moyen de précipitations est de 673,1 mm,. Pour l'avenir, les paramètres climatiques de la commune estimés pour 2050 selon différents scénarios d'émission de gaz à effet de serre sont consultables sur un site dédié publié par Météo-France en novembre 2022.

### Milieux naturels et biodiversité
Aucun espace naturel présentant un intérêt patrimonial n'est recensé sur la commune dans l'inventaire national du patrimoine naturel,,.

## Urbanisme

### Typologie
Au 1er janvier 2024, Châteauvieux est catégorisée commune rurale à habitat très dispersé, selon la nouvelle grille communale de densité à sept niveaux définie par l'Insee en 2022.
Elle est située hors unité urbaine. Par ailleurs la commune fait partie de l'aire d'attraction de Saint-Aignan, dont elle est une commune de la couronne,. Cette aire, qui regroupe 5 communes, est catégorisée dans les aires de moins de 50 000 habitants,.

### Occupation des sols
L'occupation des sols est marquée par l'importance des espaces agricoles et naturels (96,8 %). La répartition détaillée ressortant de la base de données européenne d'occupation biophysique des sols Corine Land Cover millésimée 2012 est la suivante : 
terres arables (11,6 %), 
cultures permanentes (0,6 %), 
zones agricoles hétérogènes (15,4 %), 
prairies (3,5 %), 
forêts (65,2 %), 
milieux à végétation arbustive ou herbacée (0,7 %), 
zones urbanisées (1 %), 
espaces verts artificialisés non agricoles (0,5 %), 
zones industrielles et commerciales et réseaux de communication (1,7 %), 
eaux continentales (0,5 %).
L'agriculture façonne le territoire. Elle permet de maîtriser l'évolution des paysages mais engendre aussi des conflits d'usage à proximité des zones habitées. À l'échelle de l'unité géographique Plateau de Beauce, qui regroupe sept communes, dont Champigny-en-Beauce, la consommation d'espaces agricoles et naturels entre 2002 et 2015 pour répondre aux besoins de développement a été relativement faible, 81,5 % des aménagements (logements, équipements, entreprises) ont été réalisés sur de nouveaux terrains, soit 36,2 hectares.

### Planification
En matière de planification, la commune disposait en 2017 d'une carte communale approuvée, un plan local d'urbanisme était en élaboration. Par ailleurs, à la suite de la loi ALUR (loi pour l'accès au logement et un urbanisme rénové) de mars 2014, un plan local d'urbanisme intercommunal couvrant le territoire de la communauté de communes Val-de-Cher-Controis a été prescrit le 3 décembre 2015.

### Habitat et logement
Le tableau ci-dessous présente la typologie des logements à Châteauvieux en 2016 en comparaison avec celle du Loir-et-Cher et de la France entière. Une caractéristique marquante du parc de logements est ainsi une proportion de résidences secondaires et logements occasionnels (15,4 %) inférieure à celle du département (18 %) mais supérieure à celle de la France entière (9,6 %). Concernant le statut d'occupation de ces logements, 84,1 % des habitants de la commune sont propriétaires de leur logement (83,0 % en 2011), contre 68,1 % pour le Loir-et-Cher et 57,6 pour la France entière.
|                                                         | Châteauvieux | Loir-et-Cher | France entière |
| ------------------------------------------------------- | ------------ | ------------ | -------------- |
| Résidences principales (en %)                           | 71,7         | 74,5         | 82,3           |
| Résidences secondaires et logements occasionnels (en %) | 15,4         | 18           | 9,6            |
| Logements vacants (en %)                                | 12,9         | 7,5          | 8,1            |

### Risques majeurs
Le territoire communal de Châteauvieux est vulnérable à différents aléas naturels : inondations (par débordement ), climatiques (hiver exceptionnel ou canicule), feux de forêts, mouvements de terrains ou sismique (sismicité faible)8 avril 20208 avril 2020
Il est également exposé à un risque technologique :  le transport de matières dangereuses,.

#### Risques naturels
Les mouvements de terrains susceptibles de se produire sur la commune sont soit liés au retrait-gonflement des argiles, soit des chutes de blocs, soit des glissements de terrains, soit des effondrements liés à des cavités souterraines. Le phénomène de retrait-gonflement des argiles est la conséquence d'un changement d'humidité des sols argileux. Les argiles sont capables de fixer l'eau disponible mais aussi de la perdre en se rétractant en cas de sécheresse. Ce phénomène peut provoquer des dégâts très importants sur les constructions (fissures, déformations des ouvertures) pouvant rendre inhabitables certains locaux. La carte de zonage de cet aléa peut être consultée sur le site de l'observatoire national des risques naturels Georisques. Une autre carte permet de prendre connaissance des cavités souterraines localisées sur la commune.

#### Risques technologiques
Le risque de transport de marchandises dangereuses sur la commune est lié à sa traversée par une route à fort trafic. Un accident se produisant sur une telle infrastructure est en effet susceptible d'avoir des effets graves au bâti ou aux personnes jusqu'à 350 m, selon la nature du matériau transporté. Des dispositions d'urbanisme peuvent être préconisées en conséquence.

## Toponymie

### Nom actuel
Le nom de la commune est la contraction des mots « château » et « vieux », en référence à son premier castrum, construit au IIIe siècle[réf. souhaitée].

### Nom révolutionnaire
Sous la Révolution et après la proclamation de la Première République, l'abolition des emblèmes de la monarchie et les références à celle-ci au sein de la société française requiert un changement du toponyme : ainsi, par délibération du conseil général de la commune, et en application du décret du 25 vendémiaire an II (16 octobre 1793), la commune nouvellement créée de Châteauvieux devient provisoirement Logis-Vieux,.

## Histoire

### Révolution française et Empire

#### Nouvelle organisation territoriale
Le décret de l'Assemblée nationale du 12 novembre 1789 décrète qu'« il y aura une municipalité dans chaque ville, bourg, paroisse ou communauté de campagne », mais ce n'est qu'avec le décret de la Convention nationale du 10 brumaire an II (31 octobre 1793) que la paroisse de Châteauvieux devient formellement « commune de Châteauvieux »,.
En 1790, dans le cadre de la création des départements, la municipalité est rattachée au canton de Saint Aignan et au district de Saint Aignan. Les cantons sont supprimés, en tant que découpage administratif, par une loi du 26 juin 1793, et ne conservent qu'un rôle électoral, permettant l'élection des électeurs du second degré chargés de désigner les députés,. La Constitution du 5 fructidor an III, appliquée à partir de vendémiaire an IV (1795) supprime les districts, considérés comme des rouages administratifs liés à la Terreur, mais maintient les cantons qui acquièrent dès lors plus d'importance en retrouvant une fonction administrative. Enfin, sous le Consulat, un redécoupage territorial visant à réduire le nombre de justices de paix ramène le nombre de cantons en Loir-et-Cher de 33 à 24. Châteauvieux est alors rattachée au canton de Saint-Aignan et à l'arrondissement de Blois par arrêté du 5 vendémiaire an X (26 septembre 1801),,. Cette organisation va rester inchangée pendant près de 150 ans.

## Politique et administration

### Découpage territorial
La commune de Châteauvieux est membre de la communauté de communes Val-de-Cher-Controis, un établissement public de coopération intercommunale (EPCI) à fiscalité propre créé le 1er janvier 2017.
Elle est rattachée sur le plan administratif à l'arrondissement de Romorantin-Lanthenay, au département de Loir-et-Cher et à la région Centre-Val de Loire, en tant que circonscriptions administratives. Sur le plan électoral, elle est rattachée au canton de Saint-Aignan depuis 2015 pour l'élection des conseillers départementaux et à la deuxième circonscription de Loir-et-Cher pour les élections législatives.

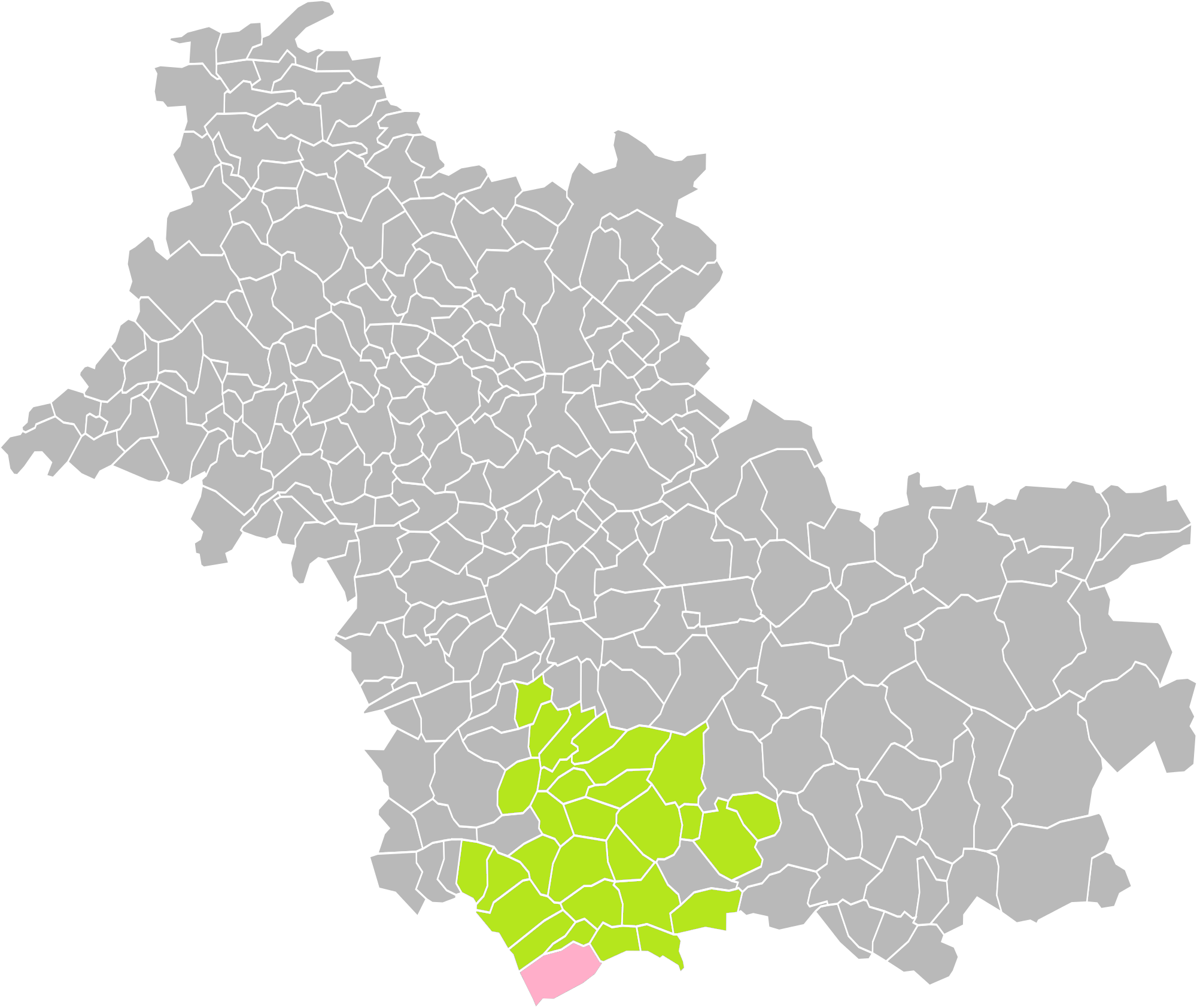
Châteauvieux dans l'intercommunalité en 2016.
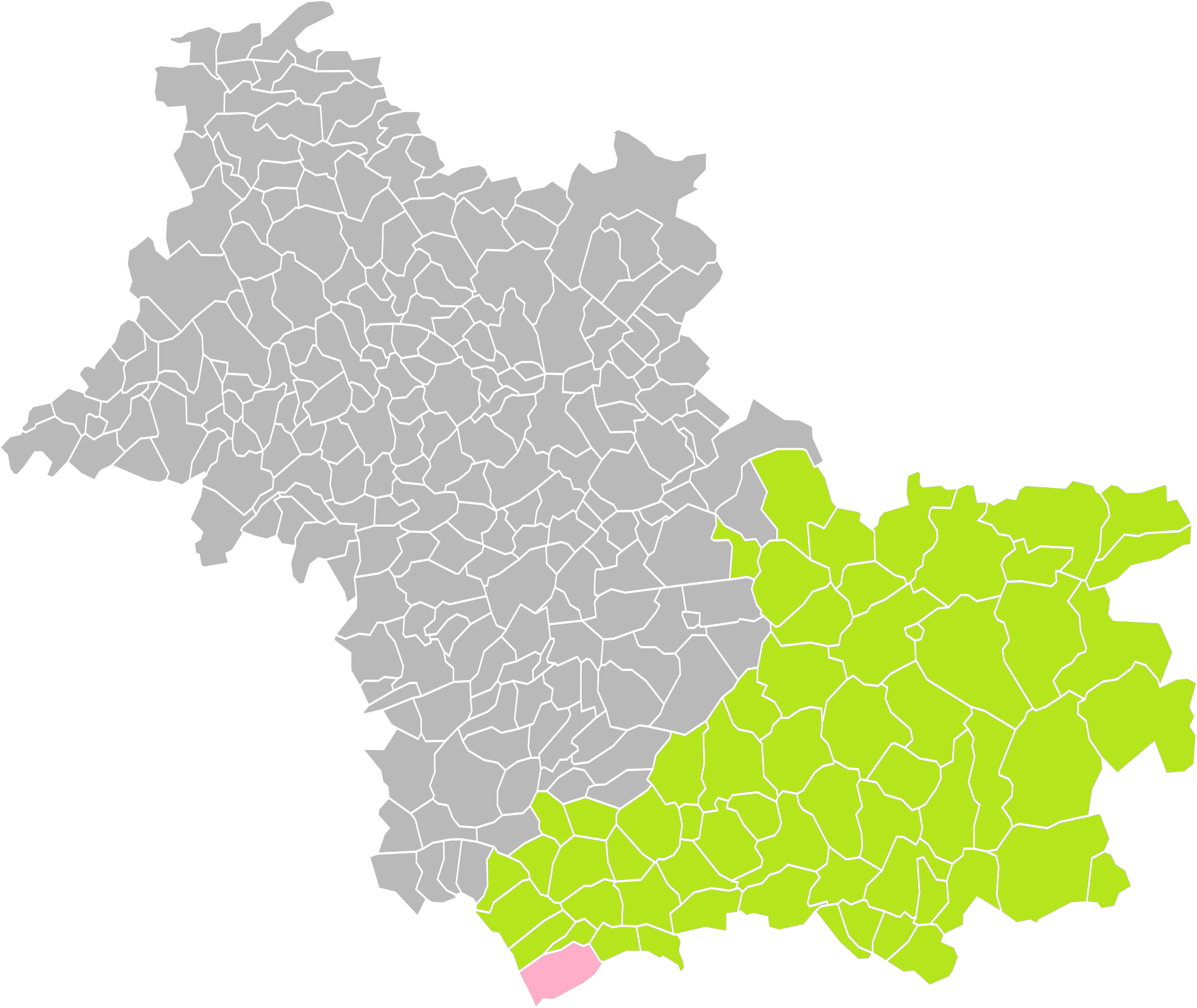
Châteauvieux dans l'arrondissement de Romorantin-Lanthenay en 2016.
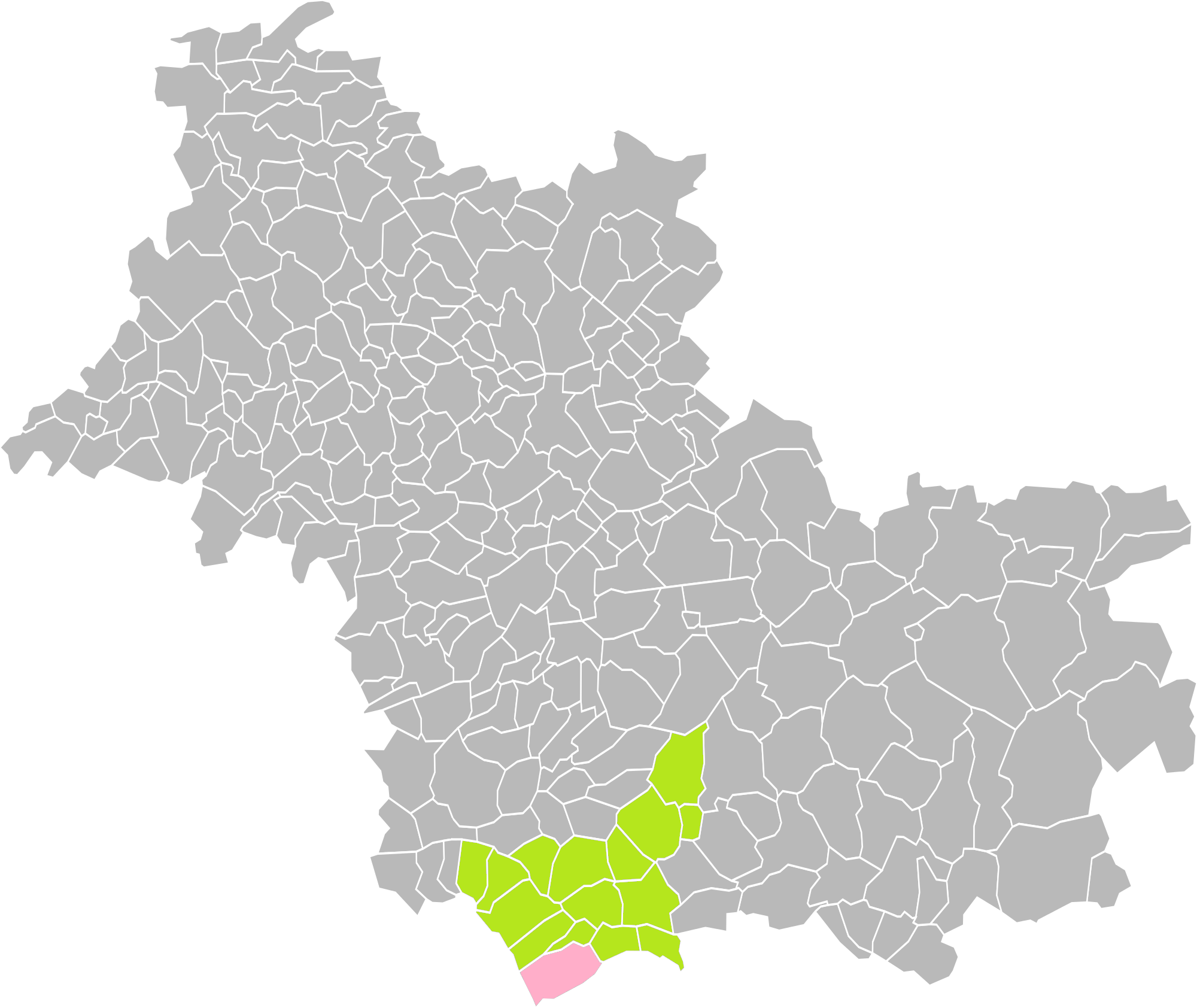
Châteauvieux dans le canton de Saint-Aignan en 2016.

### Politique et administration municipale

#### Conseil municipal et maire
Le conseil municipal de Châteauvieux, commune de moins de 1 000 habitants, est élu au scrutin majoritaire plurinominal avec listes ouvertes et panachage. Compte tenu de la population communale, le nombre de sièges au conseil municipal est de 15. Le maire, à la fois agent de l'État et exécutif de la commune en tant que collectivité territoriale, est élu par le conseil municipal au scrutin secret lors de la première réunion du conseil suivant les élections municipales, pour un mandat de six ans, c'est-à-dire pour la durée du mandat du conseil.
| Période                                  | Période  | Identité        | Étiquette | Qualité |
| ---------------------------------------- | -------- | --------------- | --------- | ------- |
| mars 2014                                | En cours | Christian Saux, |           | Artisan |
| Les données manquantes sont à compléter. |          |                 |           |         |

## Population et société

### Démographie

#### Évolution démographique
L'évolution du nombre d'habitants est connue à travers les recensements de la population effectués dans la commune depuis 1793. Pour les communes de moins de 10 000 habitants, une enquête de recensement portant sur toute la population est réalisée tous les cinq ans, les populations de référence des années intermédiaires étant quant à elles estimées par interpolation ou extrapolation. Pour la commune, le premier recensement exhaustif entrant dans le cadre du nouveau dispositif a été réalisé en 2008.

En 2022, la commune comptait 524 habitants, en évolution de −3,32 % par rapport à 2016 (Loir-et-Cher : −1,15 %, France hors Mayotte : +2,11 %).
| 1793 | 1800 | 1806 | 1821 | 1831 | 1836 | 1841 | 1846 | 1851  |
| ---- | ---- | ---- | ---- | ---- | ---- | ---- | ---- | ----- |
| 765  | 798  | 806  | 834  | 845  | 872  | 870  | 985  | 1 002 |

| 1856  | 1861  | 1866  | 1872  | 1876  | 1881  | 1886  | 1891  | 1896  |
| ----- | ----- | ----- | ----- | ----- | ----- | ----- | ----- | ----- |
| 1 067 | 1 080 | 1 135 | 1 127 | 1 123 | 1 101 | 1 130 | 1 100 | 1 058 |

| 1901  | 1906 | 1911 | 1921 | 1926 | 1931 | 1936 | 1946 | 1954 |
| ----- | ---- | ---- | ---- | ---- | ---- | ---- | ---- | ---- |
| 1 049 | 968  | 981  | 929  | 891  | 830  | 798  | 827  | 805  |

| 1962 | 1968 | 1975 | 1982 | 1990 | 1999 | 2006 | 2008 | 2013 |
| ---- | ---- | ---- | ---- | ---- | ---- | ---- | ---- | ---- |
| 747  | 727  | 629  | 660  | 584  | 575  | 553  | 546  | 547  |

| 2018 | 2022 | - | - | - | - | - | - | - |
| ---- | ---- | - | - | - | - | - | - | - |
| 534  | 524  | - | - | - | - | - | - | - |

#### Pyramide des âges
La population de la commune est relativement âgée.
En 2018, le taux de personnes d'un âge inférieur à 30 ans s'élève à 21,7 %, soit en dessous de la moyenne départementale (31,3 %). À l'inverse, le taux de personnes d'âge supérieur à 60 ans est de 45,3 % la même année, alors qu'il est de 31,6 % au niveau départemental.
En 2018, la commune comptait 240 hommes pour 294 femmes, soit un taux de 55,06 % de femmes, largement supérieur au taux départemental (51,45 %).
Les pyramides des âges de la commune et du département s'établissent comme suit.
| Hommes | Classe d’âge | Femmes |
| ------ | ------------ | ------ |
| 3,8    | 90 ou +      | 11,6   |
| 11,7   | 75-89 ans    | 20,1   |
| 25,0   | 60-74 ans    | 17,7   |
| 20,4   | 45-59 ans    | 17,0   |
| 19,2   | 30-44 ans    | 10,5   |
| 7,1    | 15-29 ans    | 10,2   |
| 12,9   | 0-14 ans     | 12,9   |

| Hommes | Classe d’âge | Femmes |
| ------ | ------------ | ------ |
| 1,1    | 90 ou +      | 2,6    |
| 9,2    | 75-89 ans    | 11,9   |
| 19,7   | 60-74 ans    | 20,4   |
| 20,7   | 45-59 ans    | 20     |
| 16,5   | 30-44 ans    | 16,2   |
| 15,2   | 15-29 ans    | 13,2   |
| 17,6   | 0-14 ans     | 15,7   |

## Économie

### Secteurs d'activité
Le tableau ci-dessous détaille le nombre d'entreprises implantées à Châteauvieux selon leur secteur d'activité et le nombre de leurs salariés :
|                                                              | total | % com (% dep) | 0 salarié | 1 à 9 salarié(s) | 10 à 19 salariés | 20 à 49 salariés | 50 salariés ou plus |
| ------------------------------------------------------------ | ----- | ------------- | --------- | ---------------- | ---------------- | ---------------- | ------------------- |
| Ensemble                                                     | 47    | 100,0 (100)   | 31        | 12               | 3                | 0                | 1                   |
| Agriculture, sylviculture et pêche                           | 18    | 38,3 (11,8)   | 12        | 5                | 1                | 0                | 0                   |
| Industrie                                                    | 0     | 0,0 (6,5)     | 0         | 0                | 0                | 0                | 0                   |
| Construction                                                 | 5     | 10,6 (10,3)   | 4         | 0                | 1                | 0                | 0                   |
| Commerce, transports, services divers                        | 18    | 38,3 (57,9)   | 15        | 3                | 0                | 0                | 0                   |
| dont commerce et réparation automobile                       | 4     | 8,5 (17,5)    | 3         | 1                | 0                | 0                | 0                   |
| Administration publique, enseignement, santé, action sociale | 6     | 12,8 (13,5)   | 0         | 4                | 1                | 0                | 1                   |
| Champ : ensemble des activités.                              |       |               |           |                  |                  |                  |                     |

Le secteur agricole est important puisqu'il représente 38,3 % du nombre d'entreprises de la commune (18 sur 47), contre 11,8 % au niveau départemental.
Sur les 47 entreprises implantées à Châteauvieux en 2016, 31 ne font appel à aucun salarié, 12 comptent 1 à 9 salariés, 3 emploient entre 10 et 19 personnes
Au 1er juillet 2017, la commune est classée en zone de revitalisation rurale (ZRR), un dispositif visant à aider le développement des territoires ruraux principalement à travers des mesures fiscales et sociales. Des mesures spécifiques en faveur du développement économique s'y appliquent également.

### Agriculture
En 2010, l'orientation technico-économique de l'agriculture sur la commune est la polyculture et le polyélevage. Le département a perdu près d'un quart de ses exploitations en 10 ans, entre 2000 et 2010 (c'est le département de la région Centre-Val de Loire qui en compte le moins). Cette tendance se retrouve également au niveau de la commune où le nombre d'exploitations est passé de 64 en 1988 à 31 en 2000 puis à 31 en 2010. Parallèlement, la taille de ces exploitations augmente, passant de 27 ha en 1988 à 69 ha en 2010.
Le tableau ci-dessous présente les principales caractéristiques des exploitations agricoles de Châteauvieux, observées sur une période de 22 ans : 
|                                      | 1988                 | 2000                 | 2010                 |
| Dimension économique                 | Dimension économique | Dimension économique | Dimension économique |
| ------------------------------------ | -------------------- | -------------------- | -------------------- |
| Nombre d'exploitations (u)           | 64                   | 31                   | 31                   |
| Travail (UTA)                        | 83                   | 43                   | 50                   |
| Surface agricole utilisée (ha)       | 1 700                | 1 856                | 2 132                |
| Cultures                             |                      |                      |                      |
| Terres labourables (ha)              | 1 364                | 1 614                | 1 881                |
| Céréales (ha)                        | 836                  | 988                  | 1140                 |
| dont blé tendre (ha)                 | 477                  | 709                  | s                    |
| dont maïs-grain et maïs-semence (ha) | 174                  | 28                   | 68                   |
| Tournesol (ha)                       | 289                  | 151                  | 32                   |
| Colza et navette (ha)                | 119                  | s                    | 410                  |
| Élevage                              |                      |                      |                      |
| Cheptel (UGBTA)                      | 382                  | 196                  | 254                  |

#### Produits labellisés
La commune de Châteauvieux est située dans l'aire de l'appellation d'origine protégée (AOP)  de six produits : trois fromages (le Sainte-maure-de-touraine, le Selles-sur-cher et le Valençay) et trois vins (le crémant-de-loire, le rosé-de-loire et le Touraine).
Le territoire de la commune est également intégré aux aires de productions de divers produits bénéficiant d'une indication géographique protégée (IGP) : les rillettes de Tours, le vin Val-de-loire, les volailles de l’Orléanais et les volailles du Berry,.

Quelques produits labellisés de Châteauvieux.
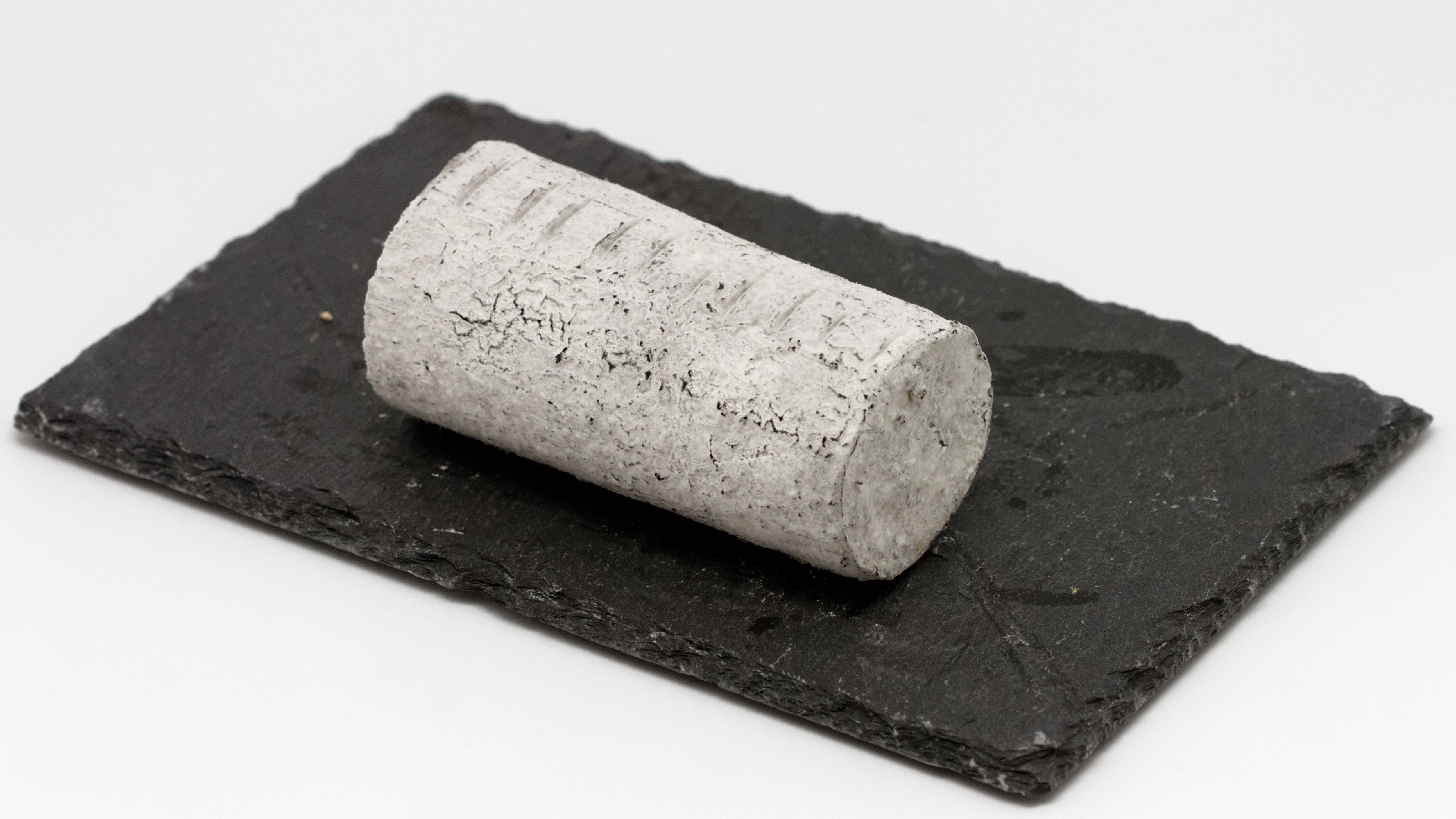
Sainte-maure-de-touraine.
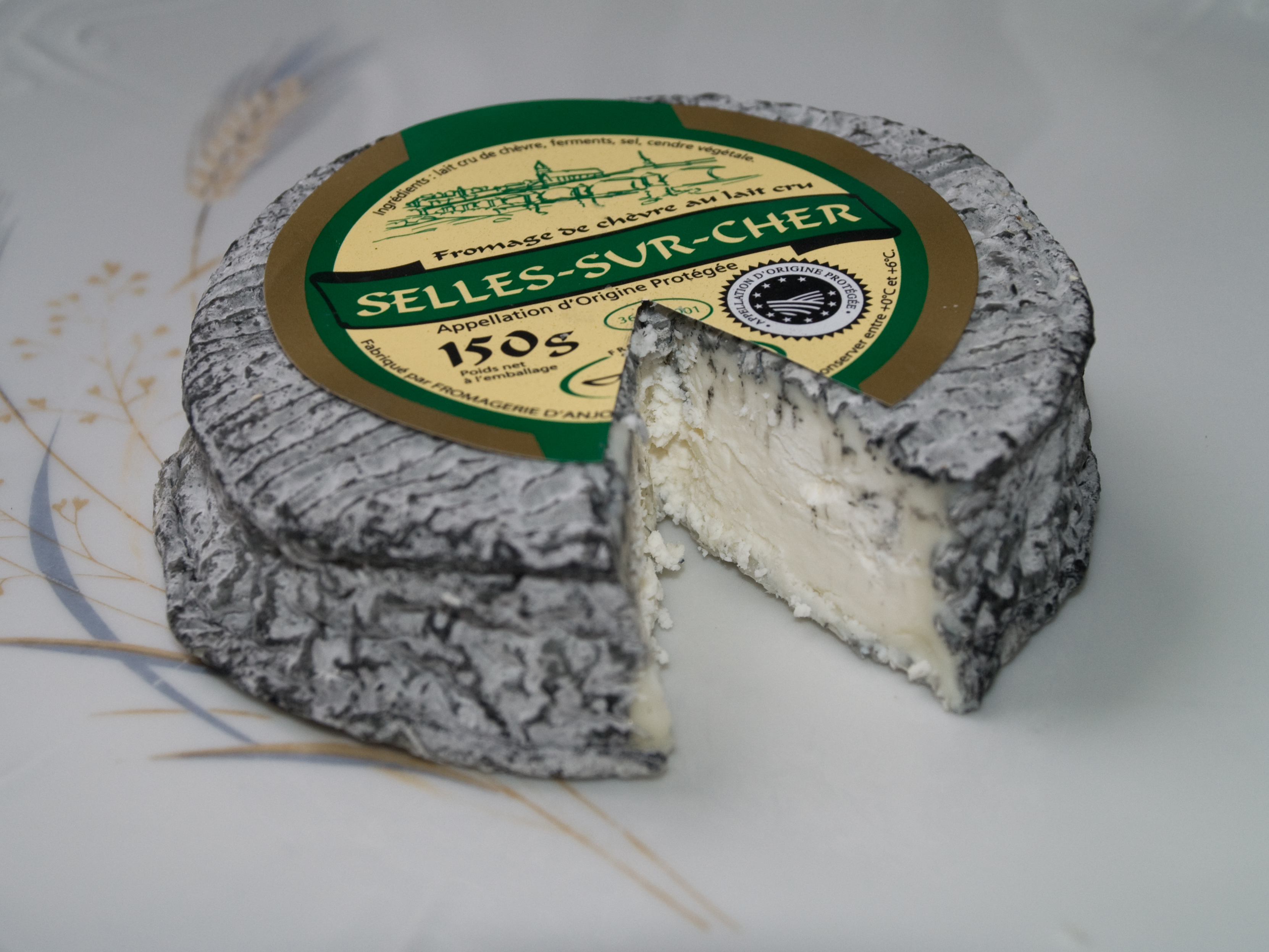
Selles-sur-cher.
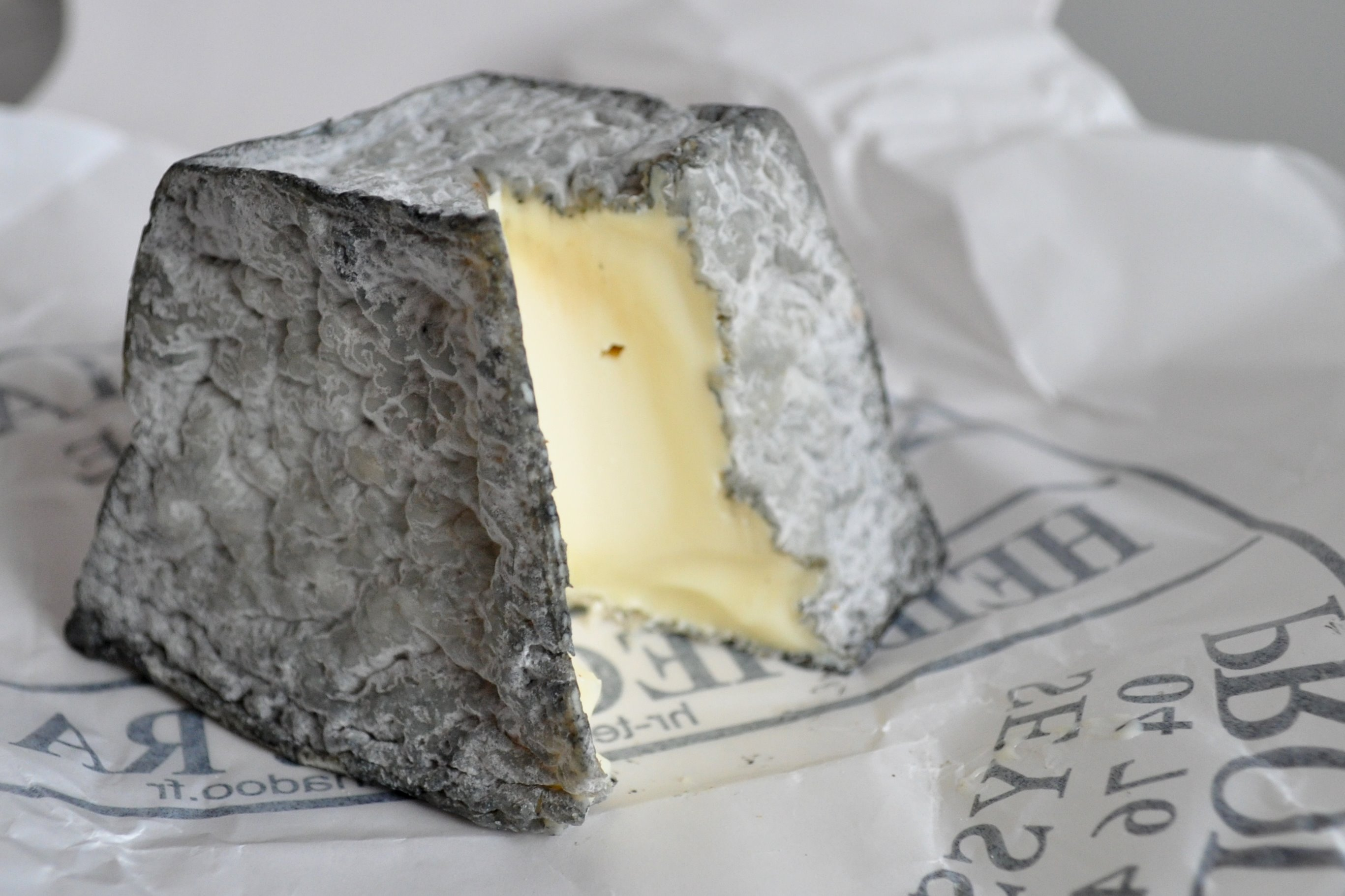
Fromage de Valençay.
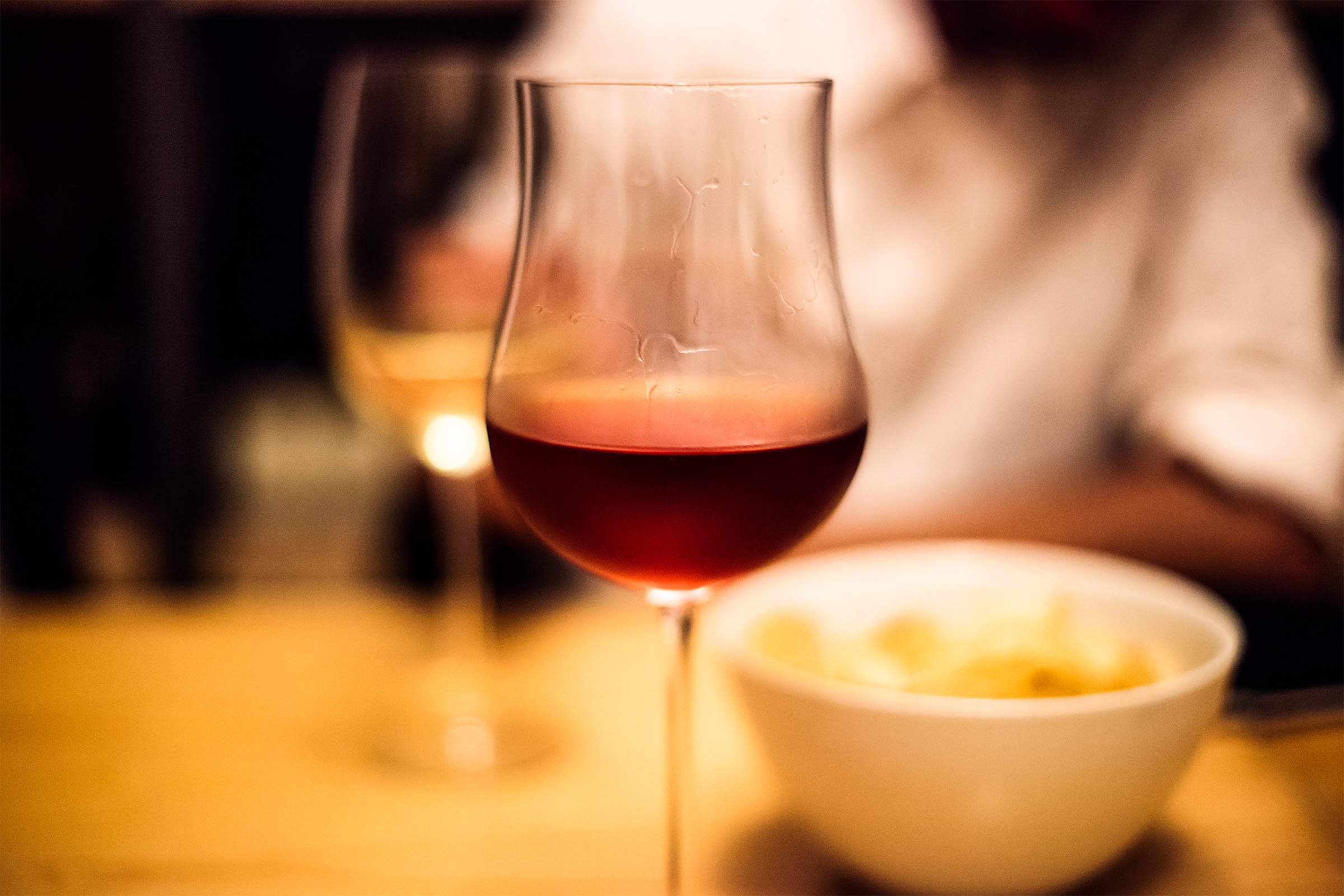
Touraine rouge.

## Culture locale et patrimoine

### Voies
| 78 odonymes recensés à Châteauvieux (Loir-et-Cher) au 2 février 2014 | 78 odonymes recensés à Châteauvieux (Loir-et-Cher) au 2 février 2014 | 78 odonymes recensés à Châteauvieux (Loir-et-Cher) au 2 février 2014 | 78 odonymes recensés à Châteauvieux (Loir-et-Cher) au 2 février 2014 | 78 odonymes recensés à Châteauvieux (Loir-et-Cher) au 2 février 2014 | 78 odonymes recensés à Châteauvieux (Loir-et-Cher) au 2 février 2014 | 78 odonymes recensés à Châteauvieux (Loir-et-Cher) au 2 février 2014 | 78 odonymes recensés à Châteauvieux (Loir-et-Cher) au 2 février 2014 | 78 odonymes recensés à Châteauvieux (Loir-et-Cher) au 2 février 2014 | 78 odonymes recensés à Châteauvieux (Loir-et-Cher) au 2 février 2014 | 78 odonymes recensés à Châteauvieux (Loir-et-Cher) au 2 février 2014 | 78 odonymes recensés à Châteauvieux (Loir-et-Cher) au 2 février 2014 | 78 odonymes recensés à Châteauvieux (Loir-et-Cher) au 2 février 2014 | 78 odonymes recensés à Châteauvieux (Loir-et-Cher) au 2 février 2014 | 78 odonymes recensés à Châteauvieux (Loir-et-Cher) au 2 février 2014 | 78 odonymes recensés à Châteauvieux (Loir-et-Cher) au 2 février 2014 |
| Allée                                                                | Avenue                                                               | Bld                                                                  | Chemin                                                               | Clos                                                                 | Impasse                                                              | Montée                                                               | Passage                                                              | Place                                                                | Pont                                                                 | Route                                                                | Rue                                                                  | Ruelle                                                               | Sentier                                                              | Autres                                                               | Total                                                                |
| -------------------------------------------------------------------- | -------------------------------------------------------------------- | -------------------------------------------------------------------- | -------------------------------------------------------------------- | -------------------------------------------------------------------- | -------------------------------------------------------------------- | -------------------------------------------------------------------- | -------------------------------------------------------------------- | -------------------------------------------------------------------- | -------------------------------------------------------------------- | -------------------------------------------------------------------- | -------------------------------------------------------------------- | -------------------------------------------------------------------- | -------------------------------------------------------------------- | -------------------------------------------------------------------- | -------------------------------------------------------------------- |
| 0                                                                    | 0                                                                    | 0                                                                    | 9                                                                    | 1                                                                    | 4                                                                    | 0                                                                    | 0                                                                    | 0                                                                    | 0                                                                    | 5                                                                    | 7                                                                    | 0                                                                    | 0                                                                    | 52                                                                   | 78                                                                   |
| Notes « N »                                                          | Notes « N »                                                          | 1. 2. 3. 4.                                                          | 1. 2. 3. 4.                                                          | 1. 2. 3. 4.                                                          | 1. 2. 3. 4.                                                          | 1. 2. 3. 4.                                                          | 1. 2. 3. 4.                                                          | 1. 2. 3. 4.                                                          | 1. 2. 3. 4.                                                          | 1. 2. 3. 4.                                                          | 1. 2. 3. 4.                                                          | 1. 2. 3. 4.                                                          | 1. 2. 3. 4.                                                          | 1. 2. 3. 4.                                                          | 1. 2. 3. 4.                                                          |
| Sources : rue-ville.info & OpenStreetMap                             |                                                                      |                                                                      |                                                                      |                                                                      |                                                                      |                                                                      |                                                                      |                                                                      |                                                                      |                                                                      |                                                                      |                                                                      |                                                                      |                                                                      |                                                                      |

### Lieux et monuments
- Le château de Châteauvieux.
- Un balancier hydraulique très rare, existant encore, en France.
- Un musée original de la Vigne et du Vin.
- Église Saint-Hilaire de Châteauvieux.

### Gastronomie
La commune se trouve dans l'aire géographique et dans la zone de production du lait, de fabrication et d'affinage du fromage valençay.
Il s'agit de la commune la plus méridionale de son département.

### Personnalités liées à la commune
Pierre-Paul Royer-Collard est mort dans cette commune le 4 septembre 1845, où sa famille possédait une propriété. Son gendre, Gabriel Andral y repose aussi, dans le caveau familial des Royer-Collard.
Le journaliste et écrivain Éric Yung rachète le domaine de la Chapinère pour en faire à la fois un lieu de vie, une entreprise familiale, un haras et un vignoble. L'ouverture du domaine au public se fera début 2013, pour découvrir le patrimoine et le savoir-faire traditionnellement français : les arts, l'œnologie, l'équitation.

### Héraldique
|  | Les armoiries de Châteauvieux se blasonnent ainsi : D'azur à l'ombre de château d'argent, à la bordure engrêlée de gueules. Création G. Renaud - Cl. Chevy (1993). |